# Lazare Carnot
Lazare Nicolas Marguerite Carnot (Nolay, 13 de maio de 1753 – Magdeburgo, 22 de agosto de 1823) foi um político e matemático francês. Foi conhecido como "Organizador da Vitória" das guerras revolucionárias francesas.
É um dos 72 nomes na Torre Eiffel.

## Biografia
Nascido em Nolay, de uma família de destaque na época, foi educado em Borgonha, obtendo um posto no corpo de engenheiros do príncipe de Condé. Membro do exército, continuou a estudar matemática com afinco. Seu primeiro trabalho, publicado em 1784, foi sobre máquinas; continha declarações que relacionavam a lei da conservação de energia aplicada a um corpo em queda livre, com esboços de como a energia cinética é dissipada na colisão de corpos elásticos imperfeitos.

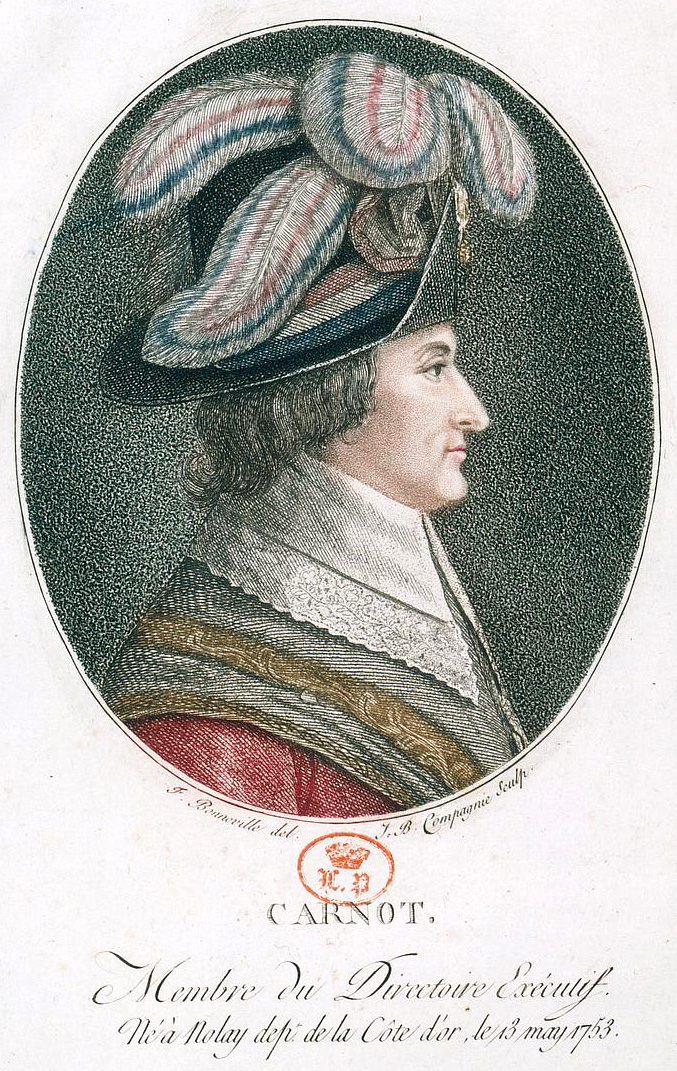
Carnot, membro do Diretório (1795).

Foi membro do Diretório entre 1795 e 1797.
Casou com Jacqueline Sophie Dupont de Maringheur, com quem teve os filhos Nicolas Léonard Sadi Carnot, pai da termodinâmica), e Lazare Hippolyte Carnot, político e pai do presidente da república Marie François Sadi Carnot.
|               |               |                      |                      |                      |                      |                          |                      |               |               |                         |                         |                         |                         |                         |                         |                     |                     |                     |                     |                     |                     |  |  |  |  |  |  |  |  |
|               |               |                      |                      |                      |                      |                          |                      |               |               |                         |                         |                         |                         |                         |                         |                     |                     |                     |                     |                     |                     |  |  |  |  |  |  |  |  |
| Joseph Carnot | Joseph Carnot | Joseph Carnot        | Joseph Carnot        | Joseph Carnot        | Joseph Carnot        |                          |                      | Lazare Carnot | Lazare Carnot | Lazare Carnot           | Lazare Carnot           | Lazare Carnot           | Lazare Carnot           |                         |                         | Claude-Marie Carnot | Claude-Marie Carnot | Claude-Marie Carnot | Claude-Marie Carnot | Claude-Marie Carnot | Claude-Marie Carnot |  |  |  |  |  |  |  |  |
| Joseph Carnot | Joseph Carnot | Joseph Carnot        | Joseph Carnot        | Joseph Carnot        | Joseph Carnot        |                          |                      | Lazare Carnot | Lazare Carnot | Lazare Carnot           | Lazare Carnot           | Lazare Carnot           | Lazare Carnot           |                         |                         | Claude-Marie Carnot | Claude-Marie Carnot | Claude-Marie Carnot | Claude-Marie Carnot | Claude-Marie Carnot | Claude-Marie Carnot |  |  |  |  |  |  |  |  |
|               |               |                      |                      |                      |                      |                          |                      |               |               |                         |                         |                         |                         |                         |                         |                     |                     |                     |                     |                     |                     |  |  |  |  |  |  |  |  |
|               |               | Sadi Carnot (físico) | Sadi Carnot (físico) | Sadi Carnot (físico) | Sadi Carnot (físico) | Sadi Carnot (físico)     | Sadi Carnot (físico) |               |               | Lazare Hippolyte Carnot | Lazare Hippolyte Carnot | Lazare Hippolyte Carnot | Lazare Hippolyte Carnot | Lazare Hippolyte Carnot | Lazare Hippolyte Carnot |                     |                     |                     |                     |                     |                     |  |  |  |  |  |  |  |  |
|               |               | Sadi Carnot (físico) | Sadi Carnot (físico) | Sadi Carnot (físico) | Sadi Carnot (físico) | Sadi Carnot (físico)     | Sadi Carnot (físico) |               |               | Lazare Hippolyte Carnot | Lazare Hippolyte Carnot | Lazare Hippolyte Carnot | Lazare Hippolyte Carnot | Lazare Hippolyte Carnot | Lazare Hippolyte Carnot |                     |                     |                     |                     |                     |                     |  |  |  |  |  |  |  |  |
|               |               |                      |                      |                      |                      | Sadi Carnot (Presidente) |                      |               |               |                         |                         |                         |                         |                         |                         |                     |                     |                     |                     |                     |                     |  |  |  |  |  |  |  |  |